# LP 3
LP 3 – czwarty album studyjny zespołu Lady Pank, wydany w 1986 roku, nakładem wydawnictwa Polskie Nagrania „Muza” (SX 2286). Materiał ten ukazał się również na kasecie magnetofonowej (CK-534) tego samego wydawnictwa. W roku 1992 został wznowiony na płycie CD przez firmę Digiton oraz w 1993 przez Intersonus (IS 057).
LP 3 budziła mieszane odczucia w kręgu fanów oraz krytyków. Przez większość został uznany za album niedorównujący poziomem dwóm poprzednim. Antoni Piekut na łamach Non Stop zarzucał zespołowi wtórność, brak pomysłów, kiepską aranżację. Z kolei Jerzy Rzewuski ocenił LP 3 jako najlepszy studyjny album z dotychczasowego dorobku zespołu. Chwalił muzyczną ewolucję zespołu i odcięcie się od stylu brytyjskiej grupy The Police. Rzewuski skrytykował jednak teksty Andrzeja Mogielnickiego jako banalne i infantylne. Album nie zawierał utworów, które pomogłyby wypromować go na listach przebojów. Lepiej radziły sobie utwory, które pojawiły się poza albumem, na singlach lub składankach: „Sztuka latania”, „Raport z N.” i humorystyczne „Augustowskie noce” (muzyka; Franciszka Leszczyńska, słowa; Andrzej Tylczyński i Zbigniew Zapert) – dołączone do reedycji tej płyty w 2007 roku. Promocji nie pomagała również atmosfera panująca wokół zespołu, związana z wybrykiem Jana Borysewicza, który miał miejsce we Wrocławiu podczas koncertu z okazji Dnia Dziecka.
W nagraniu albumu wzięli udział także: saksofonista Zbigniew Namysłowski, klawiszowiec Janusz Skowron, a także żona Andrzeja Mogielnickiego, Urszula, która brała udział w nagraniach partii chórków (w utworze „Babilon Disko Najt”) dla niektórych ówczesnych projektów (m.in. wydanego w tym samym roku albumu Kapitan Nemo). Na LP 3 Mogielnicka podpisała się pseudonimem Wiewióra.
W 2024 album ukazał się po raz pierwszy w formacie płyty SACD.

## Okładka albumu
Okładka płyty w formie graficznej przedstawia małego człowieczka z opuszczonymi spodniami, przesłaniającego genitalia. Autorem okładki jest Paweł Mścisławski – ówczesny basista zespołu. Płyta została wydana w czerwcu 1986, a więc tuż po niesławnym „incydencie wrocławskim”, kiedy to lider Lady Pank, Jan Borysewicz, podczas koncertu 1 czerwca 1986, będąc pod wpływem alkoholu publicznie się obnażył. Projekt okładki wydaje się nawiązywać do zdarzenia z Wrocławia, ale zespół zapewnia że to zbieg okoliczności. Sam Mścisławski wyjaśniał ten fakt: Tak wyszło – czysty zbieg okoliczności. Bardzo śmieszny zresztą... okładka została oddana w lutym, w kwietniu została przyjęta i zatwierdzona do druku, eksces wydarzył się w czerwcu, a w lipcu ukazała się płyta. Ludzie nie bardzo wiedzieli, co z nią zrobić, myśleli, że jest to z naszej strony jakiś wywrotowy manewr, a była to kwestia czystego przypadku.

## Lista utworów
Strona A
1. „Made in Homo” (muz. J. Borysewicz; sł. A. Mogielnicki) – 3:50
2. „Ludzie z Marsa” (muz. J. Borysewicz; sł. A. Mogielnicki) – 3:40
3. „Babilon Disko Najt” (muz. J. Borysewicz; sł. A. Mogielnicki) – 5:07
4. „Pierwsza linia” (muz. J. Borysewicz; sł. A. Mogielnicki) – 3:55

Strona B
1. „Oh, Luczija!” (muz. J. Borysewicz; sł. A. Mogielnicki) – 3:25
2. „Całe życie” (muz. J. Borysewicz; sł. A. Mogielnicki) – 3:25
3. „Osobno” (muz. J. Borysewicz; sł. A. Mogielnicki) – 4:00
4. „Twój normalny stan” (muz. J. Borysewicz; sł. A. Mogielnicki) – 5:25
5. „Nigdy nie za wiele rokendrola” (muz. J. Borysewicz; sł. A. Mogielnicki) – 3:15

Na kasecie magnetofonowej, wydanej przez Polskie Nagrania w 1986 roku strony A i B są ze sobą zamienione – pierwszym utworem jest „Oh, Luczija”, ostatnim „Pierwsza linia”.

## Twórcy
- Jan Borysewicz – gitara, gitara solowa, śpiew
- Janusz Panasewicz – śpiew
- Edmund Stasiak – gitara
- Paweł Mścisławski – gitara basowa
- Andrzej Dylewski – perkusja

muzycy sesyjni
- Zbigniew Namysłowski – saksofon w „Pierwsza linia” oraz „Nigdy nie za wiele rokendrola”
- Janusz Skowron – instrumenty klawiszowe (Yamaha DX7) w „Made in Homo”, „Oh, Luczija!”, „Całe życie” oraz „Nigdy nie za wiele rokendrola”
- Wiewióra (Urszula Mogielnicka) – głosy (zgodnie z opisem na okładce albumu) w utworze „Babilon Disko Najt”[3]

realizacja nagrań
- Andrzej Lupa
- Andrzej Sasin
- Wojciech Przybylski

manager
- Wojciech Kwapisz